# Feodorovski-kathedraal (Sint-Petersburg)
De Feodorovski-kathedraal (Russisch: Феодоровский собор) of de Kathedraal van het Feodorov-icoon van de Moeder Gods (Собо́р Фео́доровской ико́ны Бо́жией Ма́тери) is een grotendeels herbouwde Russisch-orthodoxe kathedraal in het historische centrum van Sint-Petersburg. De kathedraal is geïnspireerd op de architectuur van de XVII-eeuwse kerken van Rostov.

## Geschiedenis

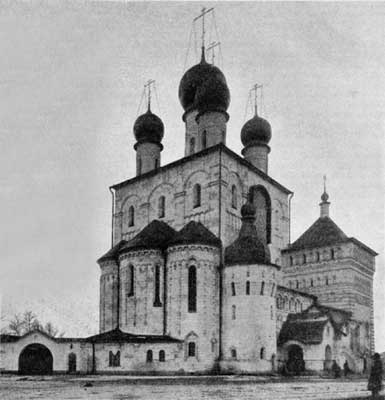
De kathedraal in 1913

In 1907 werd besloten een kathedraal te bouwen ter gelegenheid van het toen aanstaande 300-jarig jubileum van het Huis Romanov. Twee jaar later werd voor dit doel een bouwcommissie gevormd, waarvoor de in 1918 door de bolsjewieken vermoorde groothertog Michaël Aleksandrovitsj als beschermheer optrad. De Russische architect Stepan Samojlovitsj Kritsjinski leverde het winnende ontwerp voor de te bouwen kathedraal. Uit het hele Russische rijk werden de middelen verzameld voor de bouw en de decoratie van de kathedraal.
In 1911 werd er begonnen aan het leggen van de eerste steen in aanwezigheid van de groothertog. Er werd naar gestreefd de kerk te voltooien tijdens het hoogtepunt van het jubileum van de dynastie in 1913. Dat lukte niet helemaal, de bovenkerk werd pas op 15 januari 1914 door Vladimir, de metropoliet van Kiëv, ingewijd. Bij deze plechtigheid waren het keizerlijk gezin alsmede vele andere leden van de koninklijke familie en leden van de regering aanwezig.

## Sovjet-periode
Op 1 januari 1918 werd in verband met de tragische gebeurtenissen omtrent de revolutie de bouwcommissie van de nog niet geheel voltooide kerk opgeheven. Het kerkelijk leven ging echter nog een tijd door. Daar kwam een eind aan toen het presidium van het Uitvoerend Comité van de Regionale Raad in 1932 bepaalde dat de kathedraal een zeer geschikt gebouw was voor de productie van zuivelproducten en met weinig middelen voor dit doel zou kunnen worden aangepast. Men gelaste kort daarop de sluiting van de kathedraal voor de eredienst. Al snel werden de uivormige koepels gesloopt en geleidelijk aan verminkten allerlei foeilelijke aanbouwsels, aanpassingen en uitbreidingen de voormalige kathedraal. In de jaren 1970 werden in verband met een gepland bezoek van de Amerikaanse president Richard Nixon in allerijl de nog altijd aanwezige tamboeren van het dak verwijderd om alle schijn van een voormalig kerkgebouw weg te nemen.

## Herbouw
In 1993 nam het stadsbestuur van Sint-Petersburg het besluit om de zuivelfabriek te verplaatsen en het gebouw terug te geven aan het bisdom. Zonder de volledige overdracht af te wachten, werd in de jaren 1993-1998 in de onmiddellijk nabijheid van de voormalige kathedraal een kerk gebouwd ter ere van de heilige nieuwe martelaren en belijders. De algehele ontruiming en formele overdracht van het gebouw aan de orthodoxe kerk vond in augustus 2005 plaats. In die tijd bood het gebouw zowel van binnen als van buiten een zeer trieste aanblik; van het interieur was niets over en de buitenkant van het gebouw was in vervallen en verminkte staat. De eerste fase van de restauratie stond dan ook geheel in het teken van de verwijdering van de talrijke uitwendige en inwendige toevoegingen. Een hele klus werd de verwijdering van twee betonnen verdiepingen van elk één meter dik die de grote bovenkerk in drie verschillende etages verdeelde.
Vanaf 2008 werd een begin gemaakt aan de reconstructie van de kerk met de bouw van (betonnen) tamboeren en vijf (stalen) koepels. Tegelijkertijd werd de modder, het afvalwater en het bouw-en sloopafval uit de benedenkerk verwijderd en waterdicht gemaakt. Op 15 december 2008 kon het belangrijkste kruis weer op de hoofdkoepel worden geplaatst. Bij de reconstructie van de grote trap die leidt naar de bovenkerk in 2009 ontdekte men, naast een Sovjet-tableau met de tekst "Glorie aan de Arbeid", achter de lagen isolatiemateriaal nog grote fragmenten van de oude fresco's.
Eveneens werden de daken van het kerkgebouw en de apsissen voorzien van nieuwe koperbedekking. Gedurende 2010 werd er hard gewerkt aan de onthoofde vierkante klokkentoren. Op 23 maart 2011 werd het vergulde kruis geplaatst op de herbouwde spits en luidden er voor het eerst sinds lange tijd weer kerkklokken, die werden vernoemd naar de leden van de keizerlijke familie. In het voorjaar van 2011 werd begonnen met de reconstructie van het huis voor de geestelijkheid, in 1915-1916 gebouwd en tijdens de Sovjet-jaren vernietigd. Vanaf 2011 waren de gepleisterde muren van de benedenkerk klaar voor het aanbrengen van nieuwe beschildering. Na het herstel van het mozaïek van het Feodorov-icoon van de Moeder Gods op de noordelijke gevel in 2011, kwam in april 2013 het mozaïek van de Verlosser boven de hoofdingang van de kathedraal gereed.
Op 5 september 2013 werd de bovenkerk door de patriarch van Moskou en heel Rusland gewijd in aanwezigheid van de vroegere burgemeester van Sint-Petersburg Valentina Matvijenko.